# Alouette (satélites artificiais)
Alouette I e Alouette II são dois satélites científicos canadenses projetados para o estudo da ionosfera superior. Foram lançados por foguetes americanos. O nome "Alouette" vem da palavra francesa para "skylark" e do título de uma canção do folclore franco-canadense.

## Alouette I
O Alouette 1 foi lançado 5 anos depois da União Soviética ter colocado o primeiro satélite em órbita terrestre,
o Sputnik 1, em 1957 e 4 anos depois do satélite americano "Explorer I" ter sido lançado em 1958. O Alouette I foi o primeiro satélite do Canadá. Algumas vêzes, o Alouette I é tido como sendo o terceiro satélite pôsto em órbita, o que não é verdade, pois entre o lançamento do primeiro Spunik e o lançamento do Alouette I, vários outros satélites da série Sputnik e Explorer foram colocados em órbita.
O Alouette I foi lançado pela NASA da Base da Força Aérea de Vandenberg, Califórnia, às 06:05 UTC de [[29 de setembro de 1962]], entrando em órbita ao redor da Terra. O satélite foi usado para estudar a ionosfera, uma região acima da atmosfera onde os futuros satélites seriam colocados em órbita.

## Alouette II
Alouette 2 foi lançado às 4h48 [UTC] de [Califórnia]. Ele foi, como seu predecessor Alouette1 (e o Explorer 31) projetado para explorar a ionosfera.
Alouette II também é conhecido como ISIS-X, porque ele foi o primeiro da série de satélites [ISIS] (International Satellites for Ionospheric Studies). O satélite seguinte foi chamado de ISIS-I.
O Alouette II foi construído a partir de uma cópia do satélite Alouette I. Ele portava mais experimentos e um suporte mais sofisticado que os satélites anteriores. Ele funcionou durante 10 anos, até [1 de agosto de [1975].

## Sucessor
O sucessor dos satélites da série Alouette é a série de satélites ISIS (International Satellites for Ionospheric Studies).